# Langlade
Langlade es una población y comuna francesa, en la región de Languedoc-Rosellón, departamento de Gard, en el distrito de Nimes y cantón de Sommières.

## Demografía
| 366 | 381 | 646 | 1193 | 1603 | 1834 |
| Para los censos de 1962 a 1999 la población legal corresponde a la población sin duplicidades (Fuente: INSEE [Consultar]) |     |     |      |      |      |